# Article 99
Article 99 (conocida en Latinoamérica como Hospital de héroes, en España: Paro clínico) es una película dramática estadounidense de 1992 dirigida por Howard Deutch y escrita por Ron Cutler. Fue producida por Orion Pictures y protagonizada por Kiefer Sutherland, Ray Liotta, Forest Whitaker, John C. McGinley, Rutanya Alda y Lea Thompson. La banda sonora fue compuesta por Danny Elfman. El título de la película supuestamente se refiere a una escapatoria legal, que establece que a menos que una enfermedad esté relacionada con el servicio militar, un veterano no es elegible para los beneficios hospitalarios del Departamento de Asuntos de los Veteranos de los Estados Unidos.

## Sinopsis
Pat Travis (Troy Evans) es un veterano de la guerra de Vietnam que necesita una cirugía cardíaca triple bypass, y por lo tanto se dirige al Hospital de Veteranos Monument Heights, financiado por el gobierno en Washington D. C.. Sin embargo, cuando llega allí, se encuentra con un hospital en completo caos, plagado de una burocracia letárgica e insidiosa e incapaz de acomodar a nuevos pacientes debido a la política del gobierno de reducción progresiva. Allí conoce a los veteranos Luther Jerome (Keith David), quien le presenta la agitada situación del hospital, y 'Shooter' Polaski (Leo Burmester), que atraviesa la entrada del hospital y comienza un tiroteo con su M16 después de haber sido emitido un formulario del Artículo 99 que establece que el hospital considera que el paciente es elegible, pero no puede ser tratado inmediatamente ya que la supuesta dolencia no está relacionada con el combate.

## Reparto
- Ray Liotta es Richard Sturgess.
- Kiefer Sutherland es Peter Morgan.
- Forest Whitaker es Sid Handleman.
- Lea Thompson es Robin Van Dorn.
- John C. McGinley es Rudy Bobrick.
- John Mahoney es Henry Dreyfoos.
- Keith David es Luther Jermoe.
- Kathy Baker es Diana Walton.
- Eli Wallach es Sam Abrams.
- Troy Evans es Pat Travis.
- Noble Willingham es el inspector general.
- Lynne Thigpen es la enfermera White.
- Jeffrey Tambor es Leo Krutz.
- Rutanya Alda es Ann Travis.